# Francesco Maria Raiti
Francesco Maria Raiti (Linguaglossa, 7 febbraio 1864 – 1º maggio 1932) è stato un vescovo cattolico italiano.

## Biografia
Ha fatto parte dell'Ordine dei Carmelitani.
Il 22 giugno 1903 papa Leone XIII lo ha nominato vescovo di Lipari; ha ricevuto l'ordinazione episcopale il successivo 28 giugno dal cardinale Vincenzo Vannutelli, prefetto della Congregazione del Concilio, coconsacranti Denis Alphonse Steyaert e Paolo Maria Barone, arcivescovi titolari rispettivamente di Damasco e Melitene.
Il 6 dicembre 1906 papa Pio X lo ha trasferito alla diocesi di Trapani dove è rimasto fino alla sua morte, avvenuta il 1º maggio 1932.

## Genealogia episcopale
La genealogia episcopale è:
- Cardinale Scipione Rebiba
- Cardinale Giulio Antonio Santori
- Cardinale Girolamo Bernerio, O.P.
- Arcivescovo Galeazzo Sanvitale
- Cardinale Ludovico Ludovisi
- Cardinale Luigi Caetani
- Cardinale Ulderico Carpegna
- Cardinale Paluzzo Paluzzi Altieri degli Albertoni
- Papa Benedetto XIII
- Papa Benedetto XIV
- Cardinale Enrico Enriquez
- Arcivescovo Manuel Quintano Bonifaz
- Cardinale Buenaventura Córdoba Espinosa de la Cerda
- Cardinale Giuseppe Maria Doria Pamphilj
- Papa Pio VIII
- Papa Pio IX
- Cardinale Alessandro Franchi
- Cardinale Giovanni Simeoni
- Cardinale Vincenzo Vannutelli
- Vescovo Francesco Maria Raiti, O.Carm.